# Jaded Heart
Jaded Heart és una banda alemanya d'hard rock formada en 1990 per Michael Bormann, el seu germà guitarrista Dirk Bormann, el baixista Michael Muller i l'ex bateria Mad Max Axel Kruse.

## Discografia

### Àlbums
- Inside Out (1994)
- Slaves and Masters (1996)
- Mystery Eyes (1998)
- IV (1999)
- The Journey Will Never End (2002)
- Trust (2004)
- Helluva Time (2005)
- Sinister Mind (2007)
- Perfect Insanity (2009)
- Common Destiny (2013)
- Fight The System (2014)
- Guilty By Design (2016)
- Devil's Gift (2018)
- Stand Your Ground (2020)

### Recopilat
- Diary 1990-2000 (2001)